# Frontul Popular pentru Eliberarea Palestinei
Frontul Popular pentru Eliberarea Palestinei (FPEP) (în arabă الجبهة الشعبية لتحرير فلسطين, translit. al-Jabhah al-Sha`biyyah li-Taḥrīr Filasṭīn) este o organizație seculară, marxist-leninistă și revoluționar-socialistă palestiniană fondată în 1967 de George Habash. De-a lungul anilor, FPEP a continuat să fie a doua ca mărime dintre grupările care compun Organizația pentru Eliberarea Palestinei (OEP, fondată în 1964), cea mai mare fiind Fatah (fondată în 1959). Începând din 2015, FPEP boicotează participarea în Comitetul Executiv al OEP și în Consiliul Național Palestinian.
Ahmad Sa'adat ocupă funcția de secretar-general al FPEP din 2001. În decembrie 2006, după ce a fost răpit dintr-o închisoare palestiniană, el a fost condamnat de un tribunal israelian la 30 de ani de închisoare și este încarcerat solitar. Frontul Popular pentru Eliberarea Palestinei consideră ilegale atât guvernul condus de Fatah din Cisiordania cât și pe cel condus de Hamas din Fâșia Gaza, deoarece alegerile pentru Autoritatea Națională Palestiniană nu au mai fost organizate din 2006. Statele Unite, Japonia, Canada, Australia și Uniunea Europeană au desemnat FPEP drept organizație teroristă. 
De la fondarea sa, FPEP a căutat patronajul unor puteri regionale sau mondiale și a dezvoltat încă de la început legături cu Republica Populară Chineză și Uniunea Sovietică, apoi, în diferite momente, cu actori regionali ca Siria, Yemenul de Sud, Libia și Irakul, precum și cu grupări de extremă-stânga de pe tot globul, inclusiv PKK, FARC și Armata Roșie Japoneză. Când sprijinul acestora s-a diminuat sau a încetat, la sfârșitul anilor 1980 și 1990, FPEP a căutat aliați noi și a înnodat legături cu grupări islamiste având conexiuni cu Iranul, în ciuda puternicei identificări a FPEP cu secularismul și anticlericalismul. Relațiile dintre FPEP și Republica Islamică Iran au fluctuat. Ele s-au întărit ca rezultat al îndepărtării Hamas de Iran din cauza opiniilor diferite față de Războiul Civil Sirian. Pentru poziția sa pro-Assad, Iranul a răsplătit FPEP prin creșterea asistenței financiare și militare.
Frontul Popular pentru Eliberarea Palestinei a adoptat în general o poziție mai dură în privința aspirațiilor naționale palestiniene, opunându-se atitudinii mai moderate a Fatah. FPEP nu recunoaște Israelul, se opune negocierilor cu guvernul israelian și preferă soluția unui singur stat pentru conflictul israeliano-palestinian. Aripa militară a FPEP este denumită Brigăzile Abu Ali Mustapha. FPEP este binecunoscut drept pionier al deturnărilor de avioane de la sfârșitul anilor 1960 și începutul anilor 1970. Conform Leilei Khaled, membru al biroului politic al FPEP și participantă la deturnarea de avioane, FPEP nu consideră atentatele sinucigașe drept formă de rezistență față de ocupația israeliană sau drept acțiune sau politică strategică și nu mai desfășoară astfel de atacuri.